# Nicholas Papademetriou
Nicholas Papademetriou es un actor y director australiano conocido por sus participaciones en teatro.

## Biografía
Hijo de padres inmigrantes provenientes de Chipre, creció en Sídney.
En 1984 graduó de la prestigiosa escuela Western Australian Academy of Performing Arts (WAAPA).

## Carrera
En 1984 dio vida a Nikos Dimitriou en la serie Sons and Daughters hasta 1985.
El 1 de febrero de 1988 apareció como invitado en la popular serie australiana Home and Away donde interpretó a Nico Pappas hasta el 10 de junio del mismo año. Más tarde en el 2001 apareció de nuevo en la serie ahora interpretando a Con Poulos, el padre de Christina y Effie Poulos y tío de Leah Poulos.
En 1994 apareció en la miniserie Heartland donde interpretó a Harry Bradshaw.
En el 2000 se unió al elenco de la serie Grass Roots donde interpretó a Victor Trujillo hasta el 2003. Ese mismo año obtuvo un pequeño papel en la popular película  Misión: Imposible II donde interpretó a un guardia de prisión.
En el 2008 apareció en la serie médica All Sains donde interpretó a Trev durante el episodio "When the Party's Over", anteriormente había aparecido en la serie en el 2004 interpretó al doctor Mark Kendrick en el episodio "Out on a Limb", en el 2002 a Bill Talbert en "Slings and Arrows" y finalmente a Marco Vuga en "Friends and Lovers" en 1999.
En el 2009 Nicholas apareció en la serie Gangs of Oz donde interpretó a Graham "Abo" Henry.
En el 2012 apareció como invitado en la serie Tricky Business donde dio vida a Tass Theophanous.

## Filmografía

### Series de Televisión.
| Año         | Serie              | Personaje          | Notas                         |
| ----------- | ------------------ | ------------------ | ----------------------------- |
| 2012        | Tricky Business    | Tass Theophanous   | episodio "Opportunity Knocks" |
| 2009        | My Place           | Michaelis          | 3 episodios                   |
| 2009        | Gangs of Oz        | Graham "Abo" Henry | -                             |
| 2005        | HeadLand           | Rodney Morgan      | 2 episodios                   |
| 2005        | The Surgeon        | Joe Elias          | episodio # 1.6                |
| 2004        | All Sains          | Dr. Mark Kendrick  | episodio "Out on a Limb"      |
| 2000 - 2003 | Grass Roots        | Victor Trujillo    | 18 episodios                  |
| 2001        | Water Rats         | Tom Cruz           | episodio "Strike Out"         |
| 1998        | A Difficult Woman  | Kodotis            | miniserie                     |
| 1994        | Heartland          | Harry Bradshaw     | 3 episodios - miniserie       |
| 1993        | Stark              | Aristos Tyron      | 3 episodios                   |
| 1992        | G.P.               | Dino               | episodio "The Olive Branch"   |
| 1988        | Home and Away      | Nico Pappas        | 19 episodios                  |
| 1988        | Stinger            | -                  | -                             |
| 1984 - 1985 | Sons and Daughters | Nikos Dimitriou    | 13 episodios                  |

### Película
| Año  | Título                       | Personaje          | Notas                                                                                                 |
| ---- | ---------------------------- | ------------------ | --- |
| 2009 | Past Midnight                | Bruno              | corto - junto a Eileen Darley & Maeve Dermody                                                         |
| 2006 | Two Nights                   | Hombre             | corto - junto a Ben Geurens & Paul He                                                                 |
| 2005 | BlackJack: In the Money      | Demetriou          | junto a Colin Friels, Marta Dusseldorp, Max Cullen, Russell Dykstra & Gigi Edgley                     |
| 2004 | Jessica                      | -                  | junto a Leeanna Walsman, Sam Neill, John Howard, Oliver Ackland, Wil Traval & Huw Higginson           |
| 2003 | The Night We Called It a Day | Luigi              | junto a Dennis Hopper, Melanie Griffith, Portia de Rossi, Joel Edgerton, Rose Byrne & Victoria Thaine |
| 2000 | Misión: Imposible II         | Guardia de Prisión | junto a Tom Cruise & Dougray Scott                                                                    |
| 1991 | Gotcha                       | Padre              | corto - junto a Rob Carlton, Daniel D'Amico, Melissa Trovato & Barbara Magnolfi                       |
| 1990 | Death in Brunswick           | Yanni Voulgaris    | junto a Sam Neill, Zoe Carides & John Clarke                                                          |

### Director
| Año  | Obra                                    | Notas           |
| ---- | --------------------------------------- | --------------- |
| 2010 | The Importance of Being Earnest         | obra - director |
| 2008 | And Miss Reardon Drinks A Little        | obra - director |
| 2007 | Anna in the Tropics                     | obra - director |
| 2007 | Mule                                    | obra - director |
| 2006 | Grounds For Marriage                    | obra - director |
| 2006 | Johnno and Mick                         | obra - director |
| 2004 | The Taming of the Strigla               | obra - director |
| 1994 | Milk and Honey                          | obra - director |
| 1992 | Potential For Violence/Lost             | obra - director |
| 1987 | End of the World 15K: Pallas/Skirmishes | obra - director |

### Teatro[4]
| Año        | Obra                             | Personaje        | Director (a)           | Teatro               | Notas                                                  |
| ---------- | -------------------------------- | ---------------- | ---------------------- | -------------------- | ------------------------------------------------------ |
| 2012       | The Paris Letter                 | Sandy Sonnenberg | Stephen Colyer         | Darlinghurst Theatre | junto a Caleb Alloway y Damian Sommerlad               |
| 2011       | As You Like It                   | -                | Kate Gaul              | -                    | junto a Alice Cooper, Alan Flower & Kate Worsley       |
| 2010       | The Importance of Being Earnest  | Canon Chasuble   | Nicholas Papademetriou | Darlinghurst Theatre | junto a Linda Cropper y Douglas Hansell                |
| 2010       | The Seagull                      | Sorin            | Kate Gaul              | Sidetrack Theatre    | junto a Zoe Carides, Matthew Edgerton & Lincoln Hall   |
| 2010       | The Swimming Club                | Nikos Nomikos    | Kate Cherry            | Playhouse Theatre    | junto a Tina Bursill, Megan Holloway & John Waters     |
| 2008       | Homebody/Kabul                   | -                | Christopher Hurrell    | Belvoir St. Theatre  | junto a Gillian Jones & Odile Le Clezio                |
| 2007       | Mule                             | -                | Nicholas Papademetriou | Seymour Theatre      | junto a Steve Vella                                    |
| 2006       | Silence                          | -                | Tanya Denny            | Seymour Theatre      | junto a Sophie Cleary, Paul Tassone & Johann Walraven  |
| 2005       | The Violet Hour                  | Gidger           | Kate Gaul              | Ensemble Theatre     | junto a Mark Priestley y Genevieve O'Reilly            |
| 2005       | Rice Pudding                     | -                | Kate Gaul              | Seymour Theatre      | junto a Josef Ber & Eliza Logan                        |
| 2004       | Twelve Angry Men                 | -                | Guy Masterson          | -                    | junto a Shane Bourne, Peter Phelps & Marcus Graham     |
| 2004       | Tales from the Arabian Nights    | -                | Patrick Nolan          | Laycock St. Theatre  | junto a Matthew Edgerton, Felicity Price & Steve Vella |
| 2002       | Parthenon Air                    | -                | Don Mamouney           | Sidetrack Theatre    | junto a Alex Blias, Costa Pinakis & Toula Tzoras       |
| 1995       | Emma                             | -                | Rosalba Clemente       | Belvoir St. Theatre  | junto a Eva Di Cesare y Nicola Tudini                  |
| 1994       | Sistergirl                       | -                | Andrew Ross            | Regal Theatre        | junto a Jack Charles, Robin Cuming & Wendy Strehlow    |
| 1992, 1993 | S.N.A.G. (Sensitive New Age Guy) | -                | Kingston Anderson      | Universal Theatre    | -                                                      |
| 1993       | Tourmaline                       | -                | Andrew Ross            | -                    | junto a Faith Clayton, Marcus Graham & Ron Graham      |
| 1992       | A Little like Drowning           | -                | Rose Clemente          | Belvoir St. Theatre  | junto a Maggie Blinco, Andrea Moor & Christina Totos   |
| 1991       | Red Like The Devil               | -                | Teresa Crea            | Theatre 62           | junto a Silvio Ofria                                   |
| 1990       | Greek Tragedy                    | -                | Mike Leigh             | Theatre Royal        | junto a Zoe Carides y Adam Hatzimanolis                |
| 1988       | The Heartbreak Kid               | -                | Peter Kingston         | Stables Theatre      | junto a Gia Carides, Marcus Graham & Franco Serafin    |
| 1987       | Danny and the Deep Blue Sea      | -                | Cliff Gillam           | New Dolphin Theatre  | junto a Kathryn Chalker                                |